# 惑星 (玉置浩二の曲)
「惑星」（わくせい）は、日本のシンガーソングライターである玉置浩二の楽曲。
2007年6月27日にSony Recordsから23枚目のシングルとしてリリースされた。前作「Lion」（2006年）よりおよそ1年3か月ぶりにリリースされたシングルであり、作詞は松井五郎、作曲は玉置が担当している。
大人のロックを意識したギターサウンドを中心としたミステリアスな雰囲気の楽曲であり、12枚目のアルバム『惑星』（2007年）からの先行シングルとしてリリースされた。本作はTBS系生活情報番組『2時っチャオ!』（2006年 - 2009年）の8・9月度エンディングテーマとして使用され、オリコンシングルチャートでは最高位67位となった。
アルバム『惑星』のリリース後、急性膵炎の治療のため玉置は長期療養に入ることになり、シングル「蒼いバラ/ワインレッドの心」（2010年）のリリースによる安全地帯としての復活まですべての音楽活動を停止することになった。

## 背景
11枚目のアルバム『PRESENT』（2006年）リリース後、玉置は4月5日の和光市民文化センターサンアゼリアから6月30日の東京国際フォーラム ホールAまで「Koji Tamaki Concert Tour 2006 - PRESENT -」と題したコンサートツアーを開催、34都市全35公演が行われた。同年12月6日には1985年に玉置と不倫関係にあるとして報道された女優の石原真理が著書『ふぞろいな秘密』を発表する。また発売と同時に石原は東京都内で記者会見を開き、芸能生活25周年を記念して執筆した事を述べ、過去に関係のあった男性13名の実名を公開する事となった経緯を述べた。同書には玉置との関係を記述した箇所があったが、玉置の所属事務所はコメントを差し控える通達を出し、また石原は会見で玉置側からの返答がなかった事を述べた。
2007年に入り、石原は著書と同名の映画『ふぞろいな秘密』の監督を務める事となり、キャスティングの決定や脚本のチェックなどを行った。この映画では実名は伏せられ、玉置の名前は「山置洋二」となり、バンド名も安全地帯を英語読みした「セーフティーゾーン」に置き換えられた。

## 音楽性と歌詞
音楽情報サイト『CDジャーナル』では「大人のロックを意識したギター・サウンドに、“人にも地球にも優しく頑張っていこう”というメッセージが乗せられている」と表記されている。
ベスト・アルバム『ALL TIME BEST』（2017年）の楽曲解説では、本作が収録されたアルバム『惑星』（2007年）が「ギターサウンドによる大人ロック」をテーマにした作品であり、バンドアンサンブルを重視したライブ感を強く打ち出したアルバムであることに触れた上で、本作もその作風で制作された楽曲であると指摘した上で「優しくどこかミステリアスな雰囲気が漂う」と表記している。

## リリース、メディアでの使用、チャート成績
本作は2007年6月27日にSony Music Recordsからマキシシングルでリリースされ、TBS系生活情報番組『2時っチャオ!』（2006年 - 2009年）の8・9月度エンディングテーマとして使用された。カップリング曲となった「Monkey Trick」と「ディララ」はシングル盤のみの収録でアルバム未収録曲となった。
本作はオリコンシングルチャートにて最高位67位の登場週数2回となり、売り上げ枚数は0.2万枚となった。2022年に実施されたねとらぼ調査隊による玉置のシングル曲人気ランキングでは23位となった。
玉置は本作の後にリリースされたアルバム『惑星』（2007年）を受けてのコンサートツアー終了後に当時妻であり事務所の代表であった安藤さと子との離婚を発表。さらに、2008年に入り急性膵炎による体調不良のために全ての音楽活動を停止する事となった。

## シングル収録曲
| 全作曲: 玉置浩二、全編曲: 玉置浩二、安藤さと子。 |                  |           |            |      |
| #                                                | タイトル         | 作詞      | 作曲・編曲 | 時間 |
| 1.                                               | 「惑星」         | 松井五郎  | 玉置浩二   | 3:50 |
| 2.                                               | 「Monkey Trick」 | 松井五郎  | 玉置浩二   | 3:15 |
| 3.                                               | 「ディララ」     | 玉置浩二  | 玉置浩二   | 2:20 |
| 合計時間:                                        | 合計時間:        | 合計時間: | 9:25       |      |

## リリース履歴
| No. | 日付          | レーベル                               | 規格                   | 規格品番  | 最高順位 | 備考 |
| --- | ------------- | -------------------------------------- | ---------------------- | --------- | -------- | ---- |
| 1   | 2007年6月27日 | Sony Music Records                     | マキシシングル         | SRCL-6569 | 67位     |      |
| 2   | 2017年1月25日 | ソニー・ミュージックエンタテインメント | デジタル・ダウンロード | -         | -        |      |

## 収録アルバム
「惑星」
- 『惑星』（2007年）
- 『KOJI TAMAKI ’07 LIVE ☆惑星☆』（2008年） - ライブ・バージョンで収録。
- 『ALL TIME BEST』（2017年）